# Григорьев, Олег Прокофьевич
Олег Прокофьевич Григорьев (укр. Олег Прокопович Григор’єв; 18 августа 1919, Николаев — 18 мая 1998, там же) — украинский советский боксёр и тренер по боксу. Заслуженный тренер Украинской ССР (1967). Участник Второй мировой войны.

## Биография
Олег Григорьев родился 18 августа 1919 года в Николаеве.
С 1946 года возглавлял Николаевскую федерацию бокса и одновременно работал тренером-преподавателем в Николаевском кораблестроительном и Николаевском педагогическом институтах, детско-юношеской спортивной школе, а также в спортивных обществах «Строитель» и «Буревестник».
В 1954 году окончил заочное отделение Киевского государственного института физической культуры. Затем окончил Московское отделение усовершенствования Института физической культуры.
В 1967 году был удостоен заслуженного тренера Украинской ССР, став единственным тренером по боксу в Николаевской области, имевшим это звание.
Олег Прокофьевич скончался 18 мая 1998 года в родном городе
.

## Награды и память

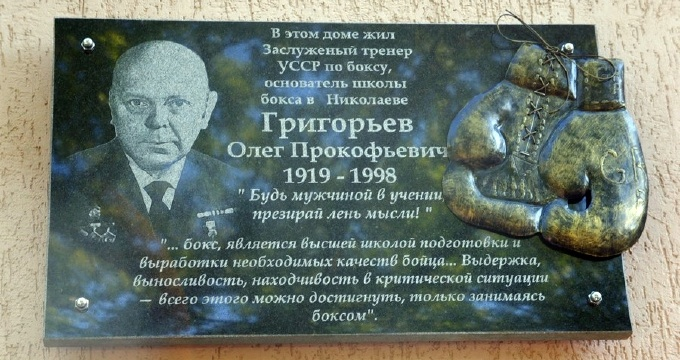
Мемориальная доска Григорьеву Олегу Прокофьевичу на доме № 2Б, улица Олега Григорьева

Олег Григорьев был удостоен ордена Отечественной войны II степени (6 апреля 1985), звания Заслуженный тренер Украинской ССР (1967), а также ряда грамот, дипломов и почётных знаков спортивных комитетов Украинской ССР и СССР, а также Министерства просвещения Украинской ССР.
В 2016 году в честь Олега Григорьева была названа улица в Николаеве, на которой он проживал.